# Starman (serie televisiva)
Starman  è una serie televisiva statunitense in 22 episodi trasmessi per la prima volta nel corso di una sola stagione dal 1986 al 1987. È un sequel adattato per la televisione del film Starman del 1984.

## Trama
La serie si svolge quindici anni dopo gli eventi del film e presenta il ritorno dell'alieno nel corpo di un fotoreporter di nome Paul Forrester che ha un figlio adolescente, Scott Hayden Jr (Christopher Daniel Barnes) e che si ritrova alle prese con un agente del governo degli Stati Uniti. Ogni episodio vede il padre in fuga con il figlio spostarsi da un posto all'altro.

## Personaggi
- Paul Forrester (22 episodi, 1986-1987), interpretato da	Robert Hays.
- Scott Hayden (22 episodi, 1986-1987), interpretato da	Christopher Daniel Barnes.
- George Fox (22 episodi, 1986-1987), interpretato da	Michael Cavanaugh.
- agente FSA Wylie (11 episodi, 1986-1987), interpretato da	Patrick Culliton.
- Dishwasher (2 episodi, 1986), interpretato da	Wayne Hanks.
- Wayne Geffner (2 episodi, 1987), interpretato da	Joshua Bryant.
- Jenny Hayden (2 episodi, 1987), interpretato da	Erin Gray.
- Infermiera (2 episodi, 1987), interpretato da	Stephanie Rose.
- Autista (2 episodi, 1987), interpretato da	Buck Taylor.

## Produzione
La serie, ideata da Bruce A. Evans e Raynold Gideon, fu prodotta da Columbia Pictures Television e Henerson/Hirsch Productions e girata negli studios della Warner Brothers a Burbank,  in California, Nevada, Arizona, Seattle. Le musiche furono composte da Dana Kaproff e Jack Nitzsche.

### Registi
Tra i registi della serie sono accreditati:
- Bill Duke
- Charles S. Dubin
- Nick Marck
- Robert Chenault
- Bob Dahlin
- Mike Gray
- Robert Hays
- Nancy Malone
- Bob Sweeney

## Distribuzione
La serie fu trasmessa negli Stati Uniti dal 1986 al 1987 sulla rete televisiva ABC. In Italia è stata trasmessa su Canale 5 con il titolo Starman e sul canale Fantasy in replica nel 2007.
Alcune delle uscite internazionali sono state:
- negli Stati Uniti il 19 settembre 1986 (Starman)
- in Francia il 2 luglio 1988 (Starman)
- in Svezia il 28 settembre 1988
- in Italia (Starman)
- in Germania Ovest (StaDer Mann vom anderen Sternrman)

## Episodi
| Stagione       | Episodi | Prima TV USA |
| -------------- | ------- | ------------ |
| Prima stagione | 22      | 1986-1987    |